# ジュリアンヌ・ニコルソン
ジュリアンヌ・ニコルソン（Julianne Nicholson,  1971年7月1日 - ）は、アメリカ合衆国の女優である。

## 来歴
1971年、マサチューセッツ州メドフォードに4人兄弟の長女として生まれる。高校卒業後はニューヨークへ渡り、モデルとしてキャリアをスタートさせた。半年後、パリへ渡りモデル活動を経て帰国。その後は大学へ戻り、2年間学業に専念した。
1997年から女優として活動を始め、テレビドラマなどへ出演。1998年にマイケル・ケイン、ジェームズ・スペイダー出演の『ニューヨークの亡霊』で映画デビューを果たした。テレビドラマでは『アリー my Love』や『ER緊急救命室』などの話題のドラマへ出演し、2000年に放送されたホラードラマ『霊能者アザーズ』では主役に抜擢されている。テレビや映画で活躍する一方では、ニューヨークを拠点に舞台へも出演しているほか、近年では映画『8月の家族たち』でメリル・ストリープ演じる主人公の娘役も演じている。

### 私生活
2004年にイギリス出身の俳優ジョナサン・ケイクとイタリアで結婚した。二人の間には2007年に長男、2009年に長女が生まれている。

## フィルモグラフィー

### 映画
| 年   | 邦題/原題                                      | 役名                         | 備考 |
| ---- | ---------------------------------------------- | ---------------------------- | ---- |
| 1998 | ハーベスト Harvest                             | ロウ・イェーツ               |      |
| 1998 | 母の眠り One True Thing                        | 大学生                       |      |
| 1999 | ラブレター/誰かが私に恋してる? The Love Letter | ジェニファー                 |      |
| 2000 | 薔薇の眠り Passion of Mind                     | キム                         |      |
| 2002 | 幸せになる彼氏の選び方 I'm with Lucy           | ジョー                       |      |
| 2004 | カレの嘘と彼女のヒミツ Little Black Book       | ジョイス                     |      |
| 2004 | 愛についてのキンゼイ・レポート Kinsey          | アリス・マーティン           |      |
| 2006 | NYカンタービレ Puccini for Beginners           | サマンサ                     |      |
| 2006 | ラスト・トゥー・ウィークス Two Weeks           | エミリー・バーグマン         |      |
| 2009 | ニューヨーク、狼たちの野望 Staten Island       | メアリー・ハルヴァーソン     |      |
| 2013 | 8月の家族たち August: Osage County             | アイヴィー・ウェストン       |      |
| 2015 | ブラック・スキャンダル Black Mass              | マリアンヌ・コノリー         |      |
| 2017 | アイ,トーニャ 史上最大のスキャンダル I, Tonya  | ダイアン・ローリンソン       |      |
| 2019 | トーゴー Togo                                  | コンスタンス・セパラ         |      |
| 2019 | モノス 猿と呼ばれし者たち MONOS                | 博士                         |      |
| 2022 | ブロンド Blonde                                | グラディス・パール・ベイカー |      |
| 2023 | ドリーム・シナリオ DEAM SCENARIO               | ジャネット・マシューズ       |      |
| 2025 | アマチュア (2025年の映画) The Amateur          | サマンサ・オブライエン       |      |

### テレビ
| 年          | 邦題/原題                                               | 役名                     | 備考                                       |
| ----------- | ------------------------------------------------------- | ------------------------ | ------------------------------------------ |
| 1999        | スティーヴン・キングの悪魔の嵐 Storm of the Century     | キャット・ウィザーズ     | ミニシリーズ                               |
| 2000        | 霊能者アザーズ The Others                               | マリアン・キット         | メインキャスト 13エピソード                |
| 2001        | ロー&オーダー Law & Order                               | ジェシー・ルーカス       | 1エピソード                                |
| 2001 - 2002 | アリー my Love Ally My Love                             | ジェニー・ショウ         | シーズン5: メインキャスト 13エピソード     |
| 2004        | ER緊急救命室 ER                                         | ジョーダン               | 2エピソード                                |
| 2006        | Conviction                                              | クリスティーナ・フィン   | メインキャスト 13エピソード                |
| 2006 - 2009 | LAW & ORDER:犯罪心理捜査班 Law & Order: Criminal Intent | メーガン・ウィーラー     | シーズン6 - 8: メインキャスト 24エピソード |
| 2011        | 救命医ハンク セレブ診療ファイル Royal Pains             | ジェス・ウォルシュ       | 1エピソード                                |
| 2011 - 2012 | ボードウォーク・エンパイア 欲望の街 Boardwalk Empire    | エスター・ランドルフ     | 10エピソード                               |
| 2012        | グッド・ワイフ The Good Wife                            | カリー・シムコ           | 2エピソード                                |
| 2012        | コバート・アフェア Covert Affairs                       | アナリーズ・パウンド     | 1エピソード                                |
| 2013        | マスターズ・オブ・セックス Masters of Sex               | リリアン・デポール       | 7エピソード                                |
| 2014-2015   | The Red Road                                            | ジーン・ジェンセン       | メインキャスト 12エピソード                |
| 2016        | EYEWITNESS/目撃者 Eyewitness                            | ヘレン・トランス         | メインキャスト 10エピソード                |
| 2017        | Law & Order True Crime                                  | ジル・ランシング         | 5エピソード                                |
| 2020        | アウトサイダー The Outsider                             | グローリー・メイトランド | 9エピソード                                |